# آدیداس فیورنوا
آدیداس فیورنا (به انگلیسی: Adidas Fevernova) یک توپ فوتبال ساخت شرکت آلمانی آدیداس است. این توپ رسمی مسابقات جام جهانی فوتبال ۲۰۰۲ بود که در کره جنوبی و ژاپن برگزار شد. سبک آن نشانه خروج از طراحی توپ تانگو سنتی است.
توپ از ۱۱ لایه تشکیل شده‌بود و ضخامت آن ۳ میلی متر بود که شامل یک لایه فوم ویژه با بالون پر از گاز بود که در یک فرم مصنوعی جاسازی شده‌بود. پوشش بیرون از ترکیبی از پلی‌اورتان و لاستیک ساخته شده‌بود.
این توپ به‌دلیل سبک بودن بیش از حد مورد انتقاد و بدنامی قرار گرفت، با این حال برخی گل‌های دیدنی در طول مسابقات با آن به ثمر رسید. این توپ همچنین به‌خاطر تعدادی ناراحتی که در مراحل حذفی اتفاق افتاد سرزنش شد.
نسخه جدیدی از این توپ برای جام جهانی فوتبال زنان ۲۰۰۳ ساخته شد.
همچنین در بازی‌های پارالمپیک تابستانی ۲۰۰۴ و جام ملت‌های آفریقا ۲۰۰۴ مورد استفاده قرار گرفت.